# Ga Minam
Ga Minam là ga của Busan Metro Tuyến 3 và Tuyến 4 nằm ở Oncheon-dong, Dongae-gu, Busan.

## Liên kết
- Trạm thông tin mạng, Tuyến 3 từ Tổng công ty vận chuyển Busan (tiếng Hàn)
- Trạm thông tin mạng, Tuyến 4 từ Tổng công ty vận chuyển Busan (tiếng Hàn)